# Ермаков, Михаил Иванович
Михаил Иванович Ермаков (1919, Кощаково, Казанская губерния — 18 ноября 1994, Москва) — советский государственный и военный деятель, генерал-полковник КГБ СССР, заместитель председателя КГБ СССР (1979—1990), лауреат Государственной премии СССР.

## Биография
Родился в 1919 году в Кощаково. В 1941 году окончил среднюю школу. Некоторое время работал слесарем.
После окончания школы учился в Казанском химико-технологическом институте им. С. И. Кирова. Окончил этот институт в 1944 году.
Работал на различных предприятиях СССР. Был мастером, затем начальником цеха, начальником отдела.
В 1953 году стал заместителем главного инженера (Краснозаводский химический завод) Наркомата оборонной промышленности СССР.
С 1956 года по 1967 год занимал должность директора Муромского приборостроительного завода. За годы руководства Ермакову удалось полностью реконструировать и модернизировать производство, обеспечить рабочих завода и их детей жильём, культурными учреждениями, велась работа по благоустройству города.
В 1967 году начал службу в КГБ СССР.
С 1967 года по 1969 год занимал должность начальника 4-го отдела 9-го Управления КГБ СССР, затем был заместителем начальника 9-го Управления.
С 21 марта 1969 года по май 1970 года был начальником 15-го Управления КГБ СССР.
С 19 мая 1970 года по 2 февраля 1979 года занимал пост начальника Оперативно-технического управления КГБ СССР.
Со 2 февраля 1979 года по 9 июня 1990 года — заместитель председателя Комитета государственной безопасности СССР.
В 1979—1982 годах для КГБ СССР под руководством архитекторов Палуя Б. В., Макаревича Г. В., заместителя Председателя КГБ генерал-полковника Ермакова М. И., начальника Военно-строительного управления КГБ генерал-лейтенанта Горшкова В. Н. и других специалистов было дополнительно построено здание по адресу улица Кузнецкий мост, дом 24.
В июне 1990 года уволен в отставку.
Лауреат Государственной премии СССР (1977).
Умер 18 ноября 1994 года в Москве.

## Награды и почётные звания
Награды СССР
- Государственная премия СССР — 1977 год
- 2 Ордена Ленина
- Орден Октябрьской Революции
- 2 Ордена Трудового Красного Знамени
- Нагрудный знак «Почётный сотрудник госбезопасности»
- Медаль ВДНХ
  - Медаль «За безупречную службу» I степени
  - Медаль «За безупречную службу» II степени
  - Медаль «За безупречную службу» III степени
- Другие награды

Иностранные награды
- Орден Красного Знамени (Афганистан)
- Орден «За заслуги перед Отечеством» (ГДР)
- Орден Красного Знамени (Монголия)

## Память
- Именем генерал-полковника Ермакова названа школа № 18 в Муроме. В школьном музее ему посвящена экспозиция «Жизнь замечательного человека».
- Именем М. И. Ермакова названа аллея перед муромским ДК «Вербовский»[4].
- Имя М. И. Ермакова выбито на памятной доске, установленной на здании ФСБ России в Москве, расположенном по адресу улица Кузнецкий мост, дом 24.